# Arte y revolución

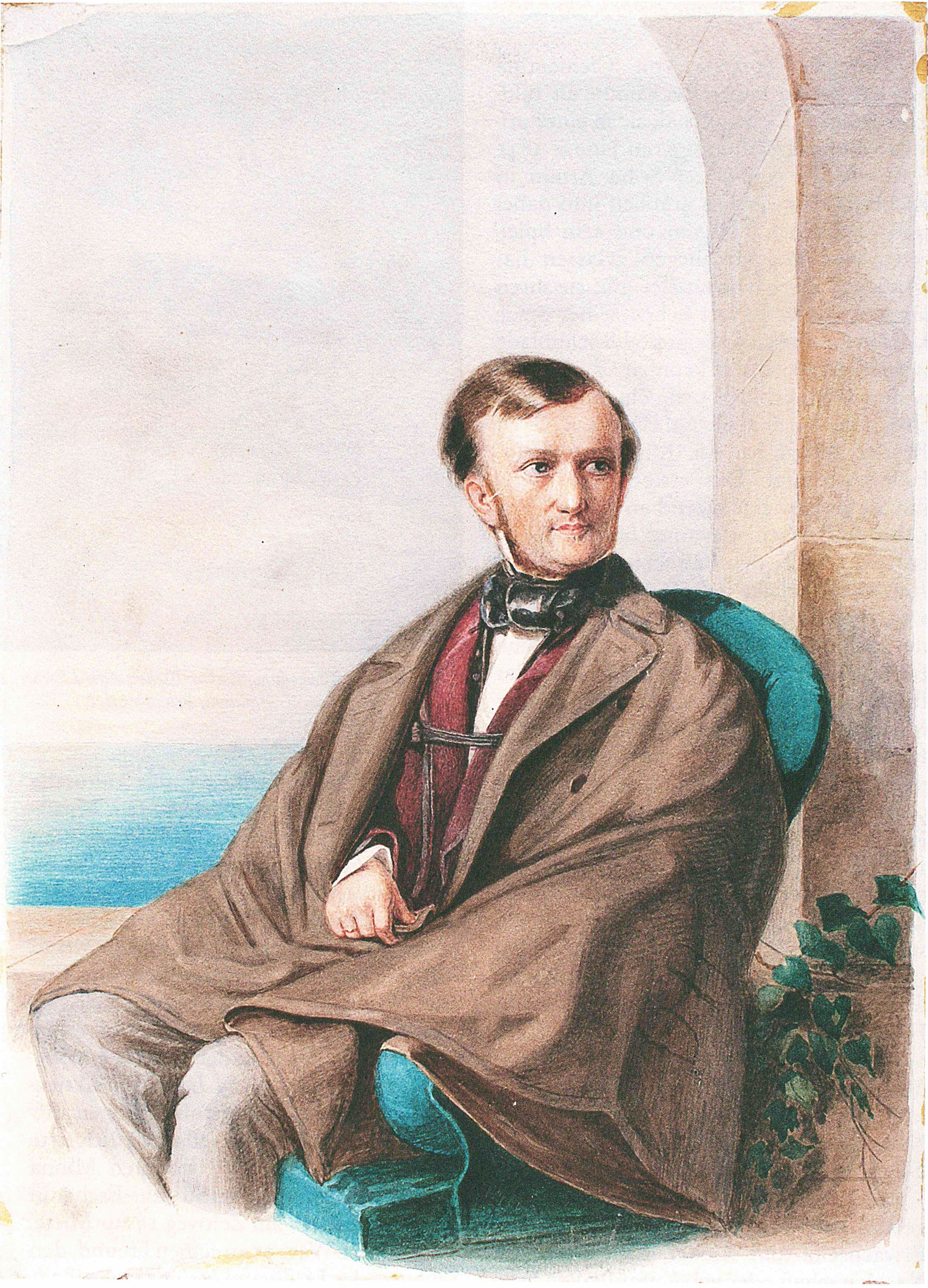
Richard Wagner en 1853.

Arte y revolución (en alemán: Die Kunst und die Revolution) es un ensayo largo escrito por el compositor Richard Wagner y publicado originalmente en 1849. En él se exponen algunas de sus ideas básicas sobre el papel del arte en la sociedad y la naturaleza de la ópera.

## Antecedentes
Wagner fue un entusiasta de las revoluciones de 1848 y había sido parte activa en el alzamiento de mayo en Dresde en 1849, por lo que tuvo que vivir varios años en el exilio fuera de Alemania. Arte y revolución fue parte de un grupo de polémicos artículos que publicó durante su exilio (otro ensayo polémico fue El judaísmo en la música de 1850). Su entusiasmo por tales escritos en esa etapa de su carrera se explica en parte por su inhabilitación, en el exilio, para producir sus óperas. Pero también fue una oportunidad para él de expresar y justificar sus profundamente asentadas preocupaciones sobre la verdadera naturaleza de la ópera como drama musical en una época en la que estaba comenzando a escribir sus libretos para la tetralogía El anillo del nibelungo y cambió sus pensamientos hacia el tipo de música que requería. Esto fue un poco diferente de la música de las populares grandes óperas de la época, que Wagner creía que eran un traición por el comercialismo de las artes. Por tanto, Arte y revolución explicaba sus ideales en el contexto de las fallidas revoluciones de 1848 para lograr una sociedad como la que él concebía que debía existir en la Antigua Grecia —en verdad dedicada a, y que podía ser moralmente sostenida por, las artes— que para Wagner significó, de manera suprema, su concepción del teatro.
Wagner escribió el ensayo en unas dos semanas en París y lo envió a una revista política francesa, la Nacional; lo rechazaron pero fue publicado en Leipzig y tuvo una segunda edición.

## Resumen
Wagner señaló que los artistas se quejaban de que la incertidumbre económica tras las revoluciones de 1848 había perjudicado sus perspectivas. Pero tales denuncias materialistas eran egoístas e injustificadas. Los que practicaban el arte por el arte «sufrieron también en los tiempos antiguos cuando otros se regocijaban». Por lo tanto, llevó a cabo un examen del papel del arte en la sociedad, comenzando con una revisión histórica a partir de la Antigua Grecia.
Exaltó el espíritu apolíneo, encarnado en la tragedia de Esquilo, como «la más alta forma concebible de Arte - El drama». Sin embargo, la caída del Estado ateniense significó que la filosofía, en lugar del arte, dominara la sociedad europea. Wagner retrató a la romanos como brutales y sensuales y a la Iglesia como hipócrita por traicionar el evangelio de Jesús del Amor Universal. El poder del mundo de la cristiandad de hecho «tuvo su parte en el renacimiento del arte» por el patrocinio de los artistas celebrando su propia supremacía. Por otra parte, «la seguridad de las riquezas despertó en las clases dominantes el deseo de disfrutar de forma más refinada de su riqueza». Los cambios en la sociedad moderna han dado lugar a la catástrofe, ya que el arte ha vendido «su alma y cuerpo a un amo mucho peor, el Comercio».
La escena moderna ofrecía dos géneros irreconciliables, escisión del ideal griego de Wagner —la obra, que carecía de «la idealización de la influencia de la música»— y la ópera que es «anticipada del corazón viviente y del noble propósito del drama actual». Por otra parte, la ópera se disfruta especialmente por su sensacionalismo superficial. Wagner realizó una crítica que se encuentra en el corazón de gran parte de sus escritos en este período (y que es claro ataque a compositores como Giacomo Meyerbeer).
Wagner continuó mediante la comparación de muchas características del arte contemporáneo y la práctica del arte a los de la Antigua Grecia, siempre, por supuesto, en detrimento de la antigua; parte de este deterioro se debió a la introducción en el mundo antiguo de la esclavitud del trabajo, a la que Wagner relacionó con salario contemporáneo; concluyó esta sección al afirmar que los griegos habían formado la obra de arte perfecta, es decir, la propia concepción de Wagner del drama griego, cuya naturaleza se ha perdido.
La meta de Wagner (con algunos de los ideales estéticos de los muy posteriores comunismo soviético y del fascismo que muestran algunos paralelismos extraños) es «¡el hombre justo fuerte, a quien la Revolución dará su fuerza, su belleza y el arte!».
A continuación, Wagner reprendió a los que simplemente desechaban estas ideas como una utopía. Conciliando sus dos principales fuentes de inspiración, Wagner concluyó «Acerquémonos, pues levantar el altar del futuro, en la vida como en el arte de vida, a los dos maestros más sublimes de la humanidad: Jesús, que padeció por los hombres, y Apolo, ¡que elevaron su feliz dignidad!».

## Recepción e influencia
El idealismo de Wagner de la Antigua Grecia era un lugar común entre su círculo de intelectuales románticos (por ejemplo, su amigo de Dresde el arquitecto Gottfried Semper escribió para demostrar las cualidades ideales de la arquitectura griega clásica). Aunque Wagner en el momento de imaginar sus óperas destinó a constituir la «perfecta obra de arte», ya mencionada en este ensayo y que describió con detalle en La obra de arte del futuro y Ópera y drama, con el objetivo de redimir a la sociedad a través del arte, en la viabilidad de eventos reemplazando las ideas ingenuas (y la interpretación histórica poco profunda), expresado en estos ensayos. Sin embargo, el concepto de drama musical de Wagner como finalmente forjado tiene, sin duda, sus raíces en las ideas que expresó en este momento. De hecho, el ensayo es notable entre otras cosas por el primer uso de Wagner del término «obra de arte total» (Gesamtkunstwerk), en este caso se refiere a su visión de la tragedia griega como una combinación de música, danza y poesía, en lugar de su posterior aplicación del término a sus propias obras.
Curt von Westernhagen también detectó en el ensayo la influencia de ¿Qué es la propiedad? de Pierre-Joseph Proudhon, que Wagner leyó en junio de 1849.
En 1872 su introducción a su colección de escritos, (momento en el cual ya no era un paria, ya que se había establecido como un artista de primera línea) Wagner escribió de este ensayo: «Yo creía en la Revolución, y en su necesidad incontenible [...] sólo, también sentí que estaba llamado a señalar la forma de rescatar[...]. No es necesario recordar el desprecio que mi presunción ha traído sobre mí [...]». El ensayo, el primero de una serie de polémicas embestidas de Wagner en los años 1849 a 1852, que incluían La obra de arte del futuro y El judaísmo en la música, excusa perfecta para los que deseaban caracterizarlo como poco práctico o excéntrica radical idealista.
Sin embargo, Wagner había estado escribiendo, en parte, para provocar deliberadamente, sobre la base de que cualquier notoriedad era mejor que no tenerla. En una carta de junio de 1849 a Franz Liszt, uno de sus pocos aliados influyentes de la época, escribió «tengo que hacer que la gente tenga miedo de mí. Bueno, no tengo dinero, pero lo que sí tenemos es un enorme deseo de cometer actos de terrorismo artístico».  Sin negar la sinceridad de las opiniones de Wagner en el momento de la escritura, este artículo puede ser visto tal vez como uno de esos actos.
Durante e inmediatamente después de la Revolución rusa de 1917, las ideas de Wagner de Arte y revolución fueron influyentes en el movimiento de arte del proletariado y en las ideas de personas como Platon Kerzhentsev, el teórico del Teatro Proletkult.
Arte y Revolución en Arte
El arte revolucionario es un tipo de arte utilizado para expresarse de maneras nunca antes vistas. Puede llegar a ser cualquier forma, pero con tu propia perspectiva.